# 500 mètres sous terre
Pour plus de détails, voir Fiche technique et Distribution.
500 mètres sous terre (hangeul : 싱크홀 ; RR : singkeuhol ; litt. « gouffre ») est un film sud-coréen réalisé par Kim Ji-hoon et sorti en 2021.
Il est présenté en avant-première mondiale au Festival international du film de Locarno 2021.

## Synopsis
Après de longues années de travail, la famille de Park Dong-won devient propriétaire d'une maison. Alors qu'ils pendent la crémaillère, celle-ci est engloutie dans une doline, piégeant ses occupants 500 mètres sous le sol.

## Fiche technique
Sauf indication contraire ou complémentaire, les informations mentionnées dans cette section peuvent être confirmées par la base de données de KMDb
- Titre original : 싱크홀
- Titre français : 500 mètres sous terre
- Réalisation : Kim Ji-hoon
- Scénario : Jeon Cheol-hong et Kim Jeong-han
- Musique : Kim Tae-seong
- Décors : Kim Tae-young
- Costumes : Ahn Ji-hyun
- Photographie : Shin Tae-ho
- Son : Lee Seong-jin
- Montage : Shin Min-kyung
- Production : Kim Yang-yeon et Lee Soo-nam
- Société de production : The Tower Pictures
- Société de distribution : Showbox
- Budget : 15 milliards ₩[2]
- Pays de production :  Corée du Sud
- Langue originale : coréen
- Format : couleur
- Genre : catastrophe, comédie dramatique
- Durée : 117 minutes
- Dates de sortie :
  - Italie : 6 août 2021 (Festival international du film de Locarno)[1]
  - Corée du Sud : 11 août 2021
  - France : 3 août 2022 (vidéo à la demande)[3]
- Classification :
  - Corée du Sud : convient aux 12 ans et plus

## Distribution
- Cha Seung-won : Jeong Man-soo
- Kim Sung-kyun (en) : Park Dong-won
- Lee Kwang-soo : Kim Seung-hyeon, collègue de Dong-won
- Kim Hye-jun : Hong Eun-joo, collègue de Dong-won
- Kim Hong-pa : Seo, chef de service
- Ko Chang-seok : le chef des sauveteurs
- Kwon So-hyun (en) : Yeong-i, épouse de Dong-won
- Nam Da-reum (en) : Jung Seung-tae, fils de Man-soo
- Lee Hak-joo (en) : l'adjoint
- Kim Jae-hwa (en) : Kyung-mi
- Han Hye-rin : Ahn Hyo-jeong
- Jeon Eun-mi : la fille de Mme Oh
- Oh Ja-hun : Seong-hoon
- Na Chul : Min-joon

## Production
Le tournage débute le 27 août 2019 à Chuncheon, dans la province de Gangwon, pour l'école de Seongwon (성원초등학교) et le studio Bomnae (스튜디오 봄내).

## Accueil
Le film, qui devait sortir en septembre 2020, a dû reporter la date en cet hiver en raison de la pandémie de Covid-19 en Corée du Sud. Il est cependant sélectionné dans la section « Piazza Grande » du Festival international du film de Locarno, où il projette en avant-première mondiale le 6 août 2021. Il sort le 11 août 2021 dans les salles sud-coréennes.
En France, il sort le 3 août 2022 en vidéo à la demande, sous le titre officiel 500 mètres sous terre.